# Ivan Hribar
Ivan Hribar (19. září 1851 Trzin – 18. dubna 1941 Lublaň) byl rakouský politik slovinské národnosti, na počátku 20. století poslanec Říšské rady; dlouholetý starosta Lublaně.

## Biografie
Vychodil nižší gymnázium v Lublani. Od roku 1870 pracoval pro českou banku Slavia (od roku 1876 vedl její pobočku v Lublani). V roce 1884 byl zakladatelem a vydavatelem politického týdeníku Slovan. Od roku 1868 byl spolupracovníkem listu Slovenski narod. Zapojil se i do veřejného a politického života. V období let 1882–1910 zasedal v obecním zastupitelstvu v Lublani a v letech 1896–1910 byl starostou Lublaně. Za jeho úřadování prodělalo město značný rozvoj. Došlo k výstavbě elektrárny, plynárny, vodovodu a pouliční dráhy. Roku 1890 mu Lublaň udělila čestné občanství. Počátkem 20. století podporoval novoslovanství.
V roce 1889 kandidoval do Kraňského zemského sněmu za kurii venkovských obcí, ale porazil ho Fran Povše. Do zemského sněmu následně nastoupil za kurii obchodních a živnostenských komor a zastupoval zde Lublaň až do roku 1906. Byl trvale členem finančního výboru sněmu a po jistou dobu i jeho předsedou. Zasadil se o založení zemské hypoteční banky a výstavbu několika železničních tratí. Prosazoval zřízení slovinské univerzity v Lublani.
Na počátku 20. století se zapojil i do celostátní politiky. Ve volbách do Říšské rady roku 1907, konaných podle všeobecného a rovného volebního práva, získal mandát v Říšské radě (celostátní zákonodárný sbor) za obvod Kraňsko 1. Profesně se k roku 1907 uvádí jako starosta. Byl členem poslaneckého klubu Svaz Jihoslovanů. Politicky patřil k Národní pokrokové straně.
Po světové válce byl místopředsedou národní rady v Lublani. V letech 1919–1921 působil jako velvyslanec Království Srbů, Chorvatů a Slovinců v Československu. Od roku 1921 žil v Lublani. V roce 1925 se pro nesouhlas s politickou situací stáhl z veřejného života. V dubnu 1941 po italské okupaci Lublaně spáchal sebevraždu.